# Demosthenesia
Demosthenesia je rod rostlin z čeledi vřesovcovité. Jsou to převážně epifytické keře, řidčeji liány s trubkovitými nebo výjimečně baňkovitými květy uspořádanými ve svazečcích nebo hroznech. Plody jsou modročerné.
Zahrnuje 13 druhů a je rozšířen v tropické Jižní Americe v oblasti Peru, severní Bolívie a severní Brazílie. Rostliny rostou v horských lesích vyšších poloh.